# Risikoanalyst
Ein Risikoanalyst ist eine Spezialisierung innerhalb der Boardingsicherungsteams der Boardingkompanie der Spezialisierten Einsatzkräfte Marine, die der Einsatzflottille 1 unterstellt sind.

## Tätigkeitsbereich
Der Risikoanalyst ist das erste Truppmitglied eines Boardingsicherungsteams und ist für die gefahrguttechnische Bedrohunganalyse bei Boardingeinsätzen verantwortlich. Weitere Spezialisierungen der Boardingsicherungsteams sind Scharfschütze, Combat First Responder, Dokumentator und Zugangstechniker. Der Risikoanalyst ist im taktischen Einsatzverfahren und bei der Durchführung von Boardingeinsätzen diejenige Person, die aufgrund ihrer Befähigung und Ausstattung in der Lage sein soll, gefahrenfrei Container zu öffnen, freizumessen und für die Durchsuchung und Dokumentation freizugeben.
Der Bereich der Risikoanalyse umfasst zudem:
- Gefahrengutverordnung See
- International Maritime Dangerous Goods Code
- Nahkampf
- ABC-Schutz (CBRNE)

## Ausbildung
Die Ausbildung zum Risikoanalysten ist stufenförmig und modular aufgebaut:
| Ausbildung                                                | Dauer    |
| --------------------------------------------------------- | -------- |
| Grundausbildung                                           | 3 Monate |
| Boarding Basic Training                                   | 1 Monat  |
| Boardingeinsatzausbildung                                 | 6 Monate |
| Spezialistenausbildung Modul 1                            | 2 Wochen |
| Spezialistenausbildung Modul 2                            | 2 Monate |
| Containeröffnungsverfahren                                | 1 Woche  |
| Containerkunde                                            | 1 Woche  |
| IMDG - Code Grundlagen                                    | 1 Woche  |
| Gefahrgutwesen See/Land                                   | 1 Woche  |
| Erkennung biologischer Gefahren auf maritimen Plattformen | 1 Woche  |

### Dienstvorschriften
- International Maritime Dangerous Goods Code
- Gefahrengutverordnung
- International Convention for the Safety of Life at Sea